# La Vall d’Alcalà
La Vall d’Alcalà (spanisch Valle de Alcalá) ist eine spanische Gemeinde (municipio) in der Provinz Alicante mit einer Bevölkerung von 175 Einwohnern (Stand: 2024). Die Gemeinde besteht aus den Bergdörfern Alcalà de la Jovada und Beniaia. Der Verwaltungssitz befindet sich in Alcalà de la Jovada.

## Lage
La Vall d’Alcalà liegt etwa 67 Kilometer nordnordöstlich von Alicante und etwa 93 Kilometer südsüdöstlich von Valencia in einer Höhe von 635 m nahe der Mittelmeerküste. Im Gemeindegebiet liegt der Flugplatz Aerodrom Alcalà de la Jovada.

## Geschichte

### Bevölkerungsentwicklung
| Jahr      | 1970 | 1981 | 1991 | 2001 | 2011 | 2021 |
| Einwohner | 313  | 180  | 174  | 166  | 180  | 164  |

## Sehenswürdigkeiten
- Kirche der Unbefleckten Empfängnis in Alcalà de la Jovada
- Kirche der Unbefleckten Empfängnis in Beniaia

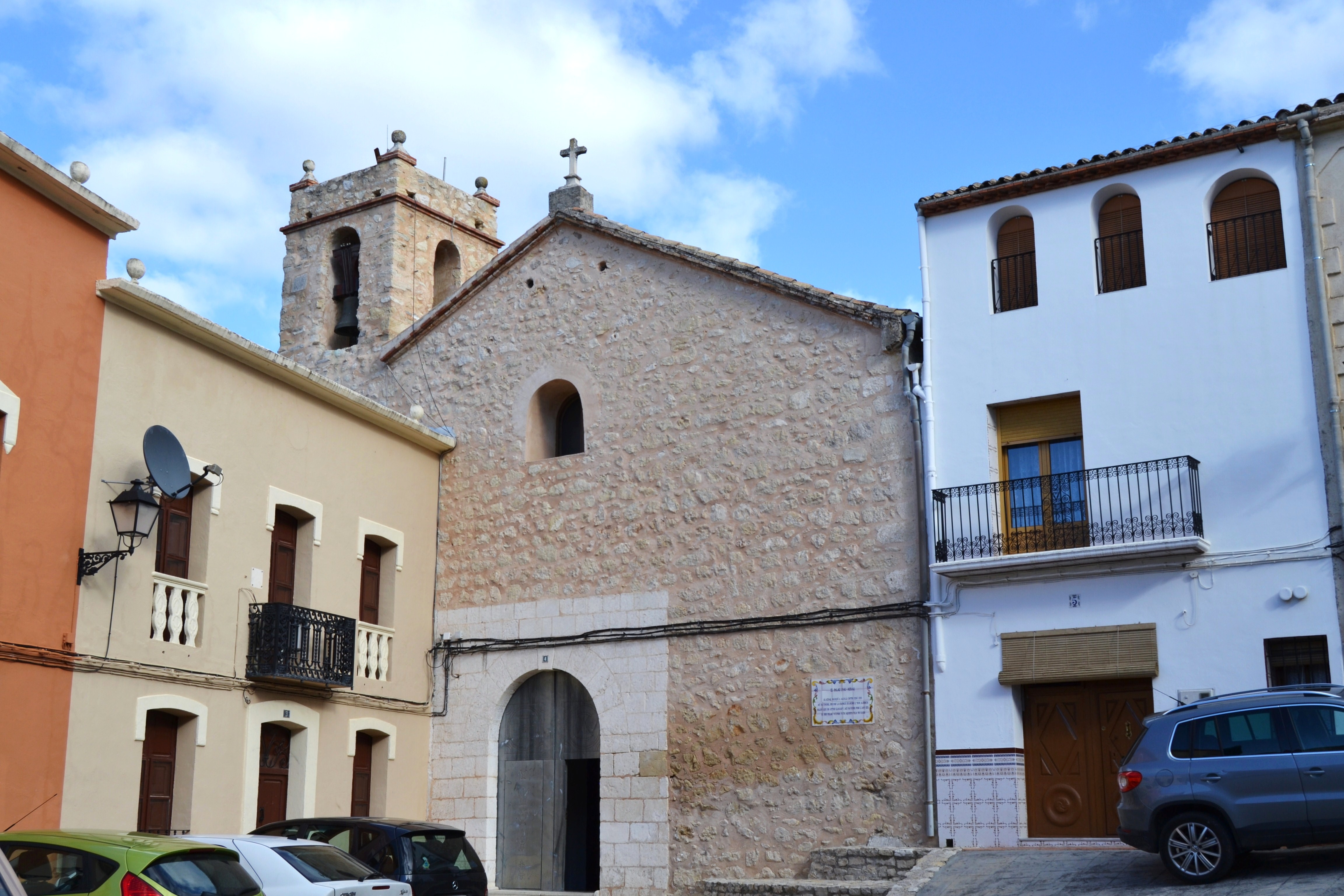
Kirche der Unbefleckten Empfängnis (Alcalà de la Jovada)
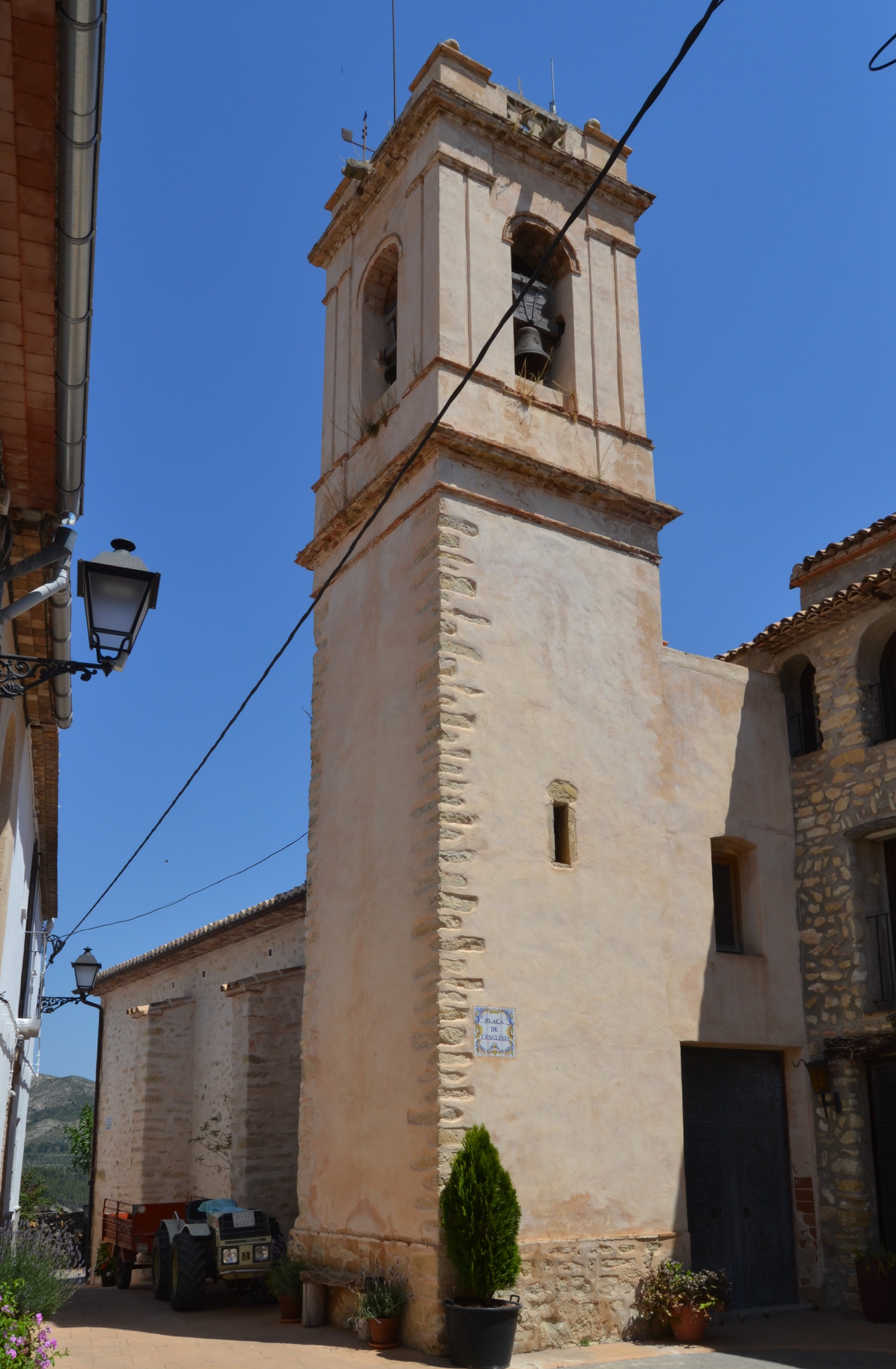
Kirche der Unbefleckten Empfängnis (Beniaia)
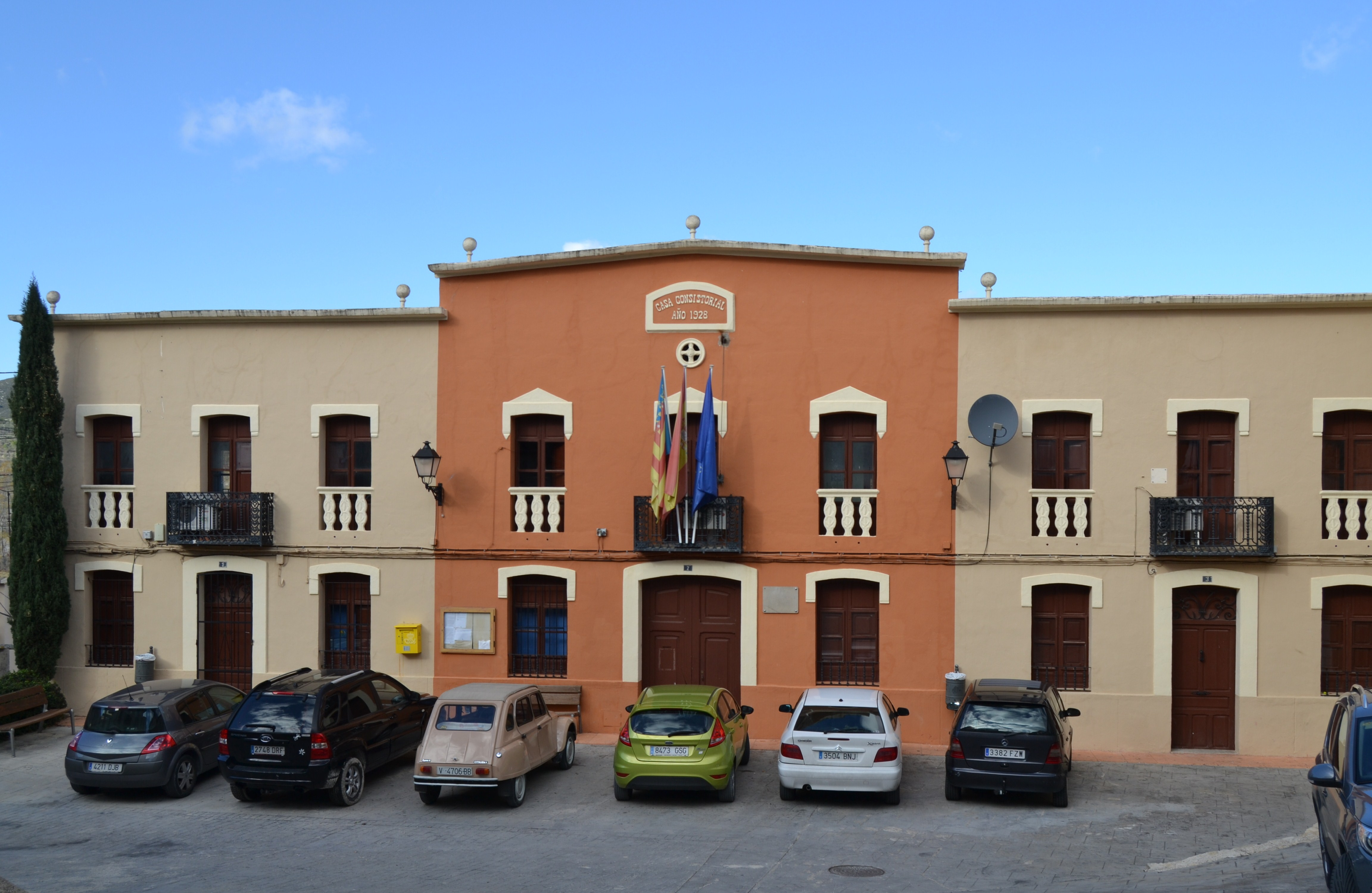
Rathaus

## Persönlichkeiten
- Mohammad Abu Abdallah Ben Hudzail al Sahuir (genannt Al-Azraq, 1208–1276), maurischer Feldherr, hier geboren